# Walter Becker (Historiker)
Walter Becker (* 13. Mai 1931; † 26. April 2017) war ein deutscher Wirtschaftshistoriker, Hochschullehrer und Verkehrsjournalist. Er war von 1964 bis 1984 Moderator des Verkehrsmagazins des Deutschen Fernsehfunks.

## Leben
Becker schloss sich der Sozialistischen Einheitspartei Deutschlands (SED) an. Er war Professor an der Hochschule für Ökonomie Berlin und moderierte von 1964 bis 1984 beim Deutschen Fernsehfunk (DFF) das Verkehrsmagazin.
Im April 1979 wurde er mit dem Wissenschaftlerkollektiv „Wirtschaftsgeschichte“ der Hochschule für Ökonomie „Bruno Leuschner“ Berlin mit dem Orden „Banner der Arbeit“ Stufe III ausgezeichnet.
Becker starb im Alter von 85 Jahren und wurde auf dem Ostkirchhof Ahrensfelde beigesetzt.